# Sierra Leone Tennis Association
Die Sierra Leone Tennis Association (SLTA), auch Sierra Leone Lawn Tennis Association, ist der Dachverband des Tennis in Sierra Leone. Er ist Mitglied der International Tennis Federation (ITF) und der Confederation of African Tennis. Präsident ist Kelvin Kellie. Die SLTA ist von der National Sports Authority (NSA) anerkannt.
Sierra Leone nahm bisher nicht am Davis oder Billie Jean King Cup (Fed Cup) teil. Bisher (Stand Juli 2022) hat es kein Spieler aus Sierra Leone in die Tennisweltrangliste geschafft.
Sämtliche nationale Spiele werden auf den Tennisplätzen Freetown-Hill Station ausgetragen.